# سیارک ۱۷۸۰۷
سیارک ۱۷۸۰۷ (به انگلیسی: 17807 Ericpearce، نامگذاری:1998FT74) هفده هزار و هشتصد و هفتمین سیارک کشف شده‌است که در ۱۹ مارس ۱۹۹۸ کشف شد.
قدر مطلق سیارک برابر ۳۵.۴ است.